# ドン・B・テータム
ドン・B・テータム（Donn B Tatum、1913年1月9日 - 1993年5月31日）は、アメリカ合衆国カリフォルニア州ロサンゼルス出身の元ウォルト・ディズニー・カンパニー経営執行委員会議長。

## 学歴
- オックスフォード大学政治経済学部
- スタンフォード大学法科大学院政治学ラテン・オナーズ

## 職歴
- 1956年 - ウォルト・ディズニー・プロダクションプロダクション・ビジネス・マネージャーとして入社。
- 1960年 - ウォルト・ディズニー・プロダクションテレビジョン・セールス・兼・アドミニストレーションバイス・プレジデント。
- 1964年 - ウォルト・ディズニー・プロダクション取締役会役員。
- 1968年 - ウォルト・ディズニー・プロダクション代表取締役社長。
- 1971年10月1日 - ウォルト・ディズニー・プロダクション代表取締役会長・兼・最高経営責任者。
- 1976年11月 - 最高経営責任者を辞任。
- 1980年6月3日 - ウォルト・ディズニー・プロダクション経営執行委員会議長。
- 1983年2月 - 議長職を辞任。
- 1992年 - 取締役会役員辞任、退職と伴いマイケル・アイズナーとフランク・ウェルズより名誉理事の章号が与えられる。
- 1993年5月31日 - 癌の為カリフォルニア州ロサンゼルスパシフィック・パリセーズの自宅で死亡[1]。

## 製作に携わった作品
| アメリカ公開年 日本公開年     | 邦題 原題                                                        | 担当       | 備考 |
| ----------------------------- | ---------------------------------------------------------------- | ---------- | ---- |
| 1968年12月20日 1970年6月27日  | 赤いリボンに乾杯! The Horse in the Gray Flannel Suit             | 製作       |      |
| 1969年12月10日                | トリはタフなり It's Tough to Be a Bird                           | 製作       |      |
| 1970年12月11日 1972年3月11日  | おしゃれキャット The Aristocats                                  | 製作       |      |
| 1971年12月13日 1973年3月10日  | ベッドかざりとほうき Bedknobs and Broomsticks                    | 製作       |      |
| 1973年11月8日 1975年7月19日   | ロビン・フッド Robin Hood                                        | 製作総指揮 |      |
| 1974年12月20日 1975年3月15日  | 地球の頂上の島 The Island at the Top of the World                | 製作総指揮 |      |
| 1976年12月17日                | 新・ぼくはむく犬 The Shaggy D.A.                                 | 製作総指揮 |      |
| 1976年12月17日                | フリーキー・フライデー Freaky Friday                             | 製作総指揮 |      |
| 1977年3月11日 1977年7月2日    | くまのプーさん 完全保存版 The Many Adventures of Winnie the Pooh | 製作総指揮 |      |
| 1977年6月22日 1981年12月19日  | ビアンカの大冒険 The RescuersMary Poppins                        | 製作総指揮 |      |
| 1977年12月16日                | ピートとドラゴン Pete's Dragon                                   | 製作総指揮 |      |
| 1978年12月16日                | ロバと少年 The Small One                                         | 製作総指揮 |      |
| 1979年12月21日 1980年12月20日 | ブラックホール The Black Hole                                    | 製作総指揮 |      |
| 1981年7月10日 1983年3月12日   | きつねと猟犬 The Fox and the Hound                               | 製作総指揮 |      |
| 1982年7月9日 1982年9月25日    | トロン Tron                                                      | 製作総指揮 |      |
| 1983年12月16日                | ミッキーのクリスマスキャロル Mickey's Christmas Carol            | 製作総指揮 |      |
| 1985年7月24日 1986年7月19日   | コルドロン The Black Cauldron                                    | 製作総指揮 |      |

## 受賞歴
- 1993年 - ディズニー・レジェンド